# On the rocks

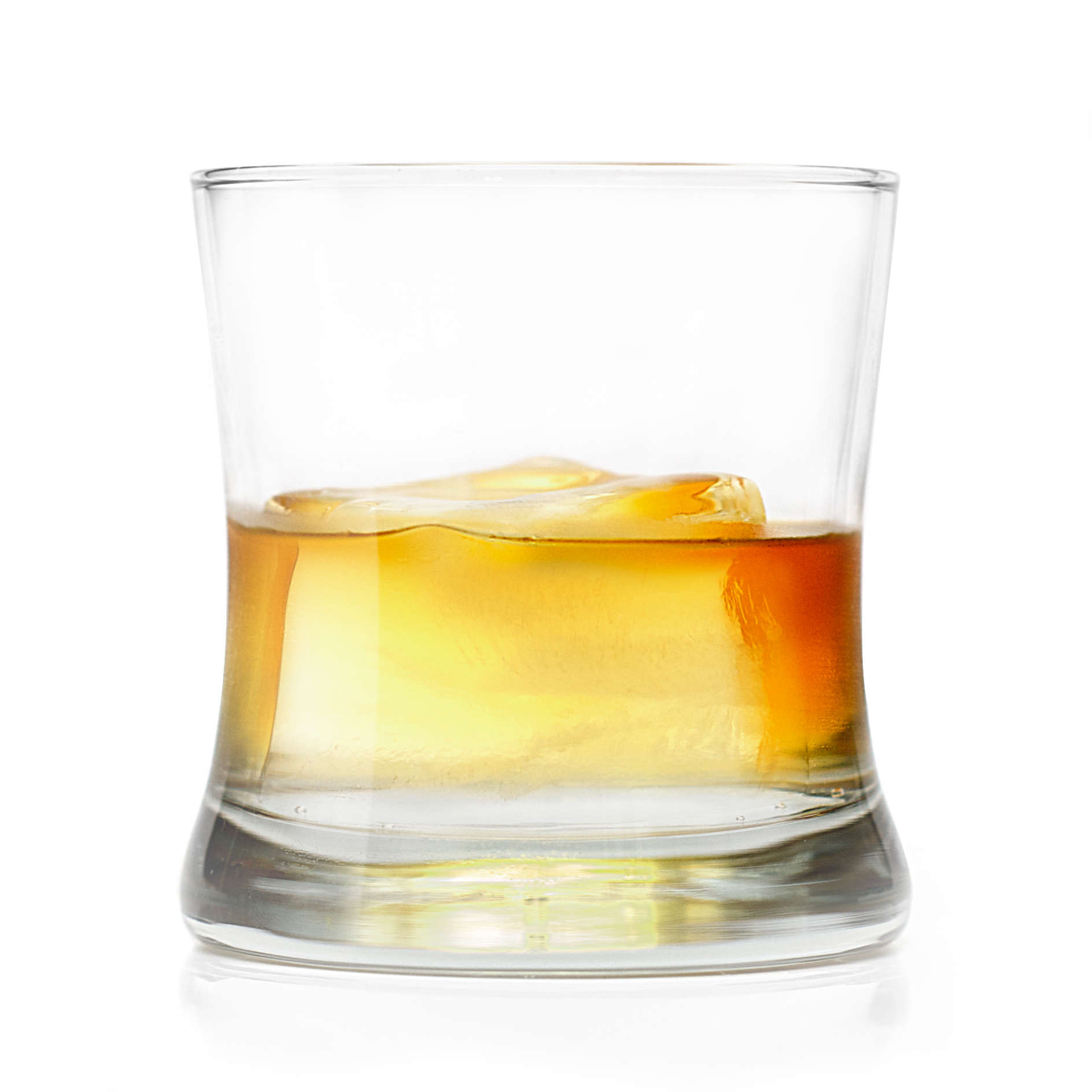
Whisky on the Rocks

On the rocks (wörtlich übersetzt: „Auf den Steinen/Felsen“) bezeichnet die Art, ein Getränk mit Eiswürfeln zuzubereiten, indem man zuerst einige Eiswürfel in ein Glas gibt und das Getränk anschließend über die Eiswürfel (die rocks) schüttet. Hauptsächlich findet diese Begriffsbestimmung bei alkoholhaltigen Getränken Anwendung; zum Beispiel: Whisky on the rocks.
Einige Quellen (z. B. schottische Whisky-Fabrikanten) behaupten bezüglich des Ursprungs dieser Redewendung folgendes:
Vor Erfindung elektrischer Kühl- und Gefriervorrichtungen wurden zur Kühlung eines Getränks kalte, glatte Flusskieselsteine verwendet. Besonders die eiskalten Flüsse und Bäche Schottlands halten auch heute stets genug „rocks“ für den Trinkgenuss bereit.
In Amerika wurde der Begriff Scotch on the rocks Ende der 1940er Jahre eingeführt. Vorher wurde Whisky vor allem mit Eis und Sodawasser verdünnt, was ab Mitte des 20. Jahrhunderts nicht mehr angewendet wurde. Einige Quellen berichten von dramatischen Rückgängen bezüglich des Sodawasser-Verkaufs.